# 342
El 342 (CCCXLII) fou un any comú començat en divendres del calendari julià.

## Esdeveniments
- Es prohibeix el matrimoni homosexual a l'Imperi Romà.[1]